# Phytoseius mayottae
Phytoseius mayottae är en spindeldjursart som beskrevs av Schicha 1984. Phytoseius mayottae ingår i släktet Phytoseius och familjen Phytoseiidae. Inga underarter finns listade i Catalogue of Life.